# Batalla de Kandahar (2021)
La batalla de Kandahar comenzó el 9 de julio de 2021, cuando insurgentes talibanes asaltaron la ciudad de Kandahar para capturarla de las Fuerzas de Seguridad Nacional Afganas (FSNA). Después de intensos combates durante semanas, las defensas de la ciudad habían comenzado a disolverse en agosto. Esto permitió a los talibanes entrar e invadir la mayor parte de la ciudad el 12 de agosto de 2021, incluida la prisión de Sarposa, que incluyó la liberación de más de 1000 prisioneros y, en última instancia, la captura de la ciudad. Sin embargo, continuó el asedio al aeropuerto cercano, donde los leales al gobierno resistieron hasta ser evacuados el 16 de agosto.

## Antecedentes
Kandahar, la segunda ciudad más grande de Afganistán y la capital de la provincia de Kandahar, era una ciudad fuertemente defendida y custodiada por las fuerzas del Ejército Nacional Afgano (ENA). Sin embargo, en medio de la ofensiva talibana de 2021, los talibanes habían llevado a cabo brutales ataques contra la ciudad, desgastando las defensas y provocando que muchos desertaran y huyeran por temor a ser capturados por los talibanes. Kandahar continuó bajo el control de una guarnición mixta de soldados del ejército regular, policías y comandos.
Simultáneamente con la retirada de la mayoría de las tropas estadounidenses de Afganistán, los ataques de los talibanes habían sido feroces, con muchas capitales provinciales cayendo en manos del grupo, las fuerzas del ENA tuvieron que concentrarse en otros lugares, debilitando las defensas de la ciudad. Estos combinados habían permitido a los talibanes capturar muchos distritos circundantes de Kandahar, incluidos Spin Boldak, Panjwai y Zhari.

## Batalla
La batalla por la ciudad comenzó el 9 de julio de 2021, cuando los militantes talibanes comenzaron a asaltar las áreas urbanas en el Séptimo Distrito de Policía de Kandahar y tomaron varias casas. Los militantes se oponían principalmente a comandos y otras fuerzas especiales. Los comandos se vieron obligados a trasladar a los prisioneros de la prisión de Kandahar para evitar una fuga. La capacidad de las fuerzas gubernamentales para repeler a los infiltrados talibanes se vio obstaculizada por la presencia de civiles atrapados en el fuego cruzado. A mediados de julio, se produjeron fuertes enfrentamientos en toda la ciudad, lo que obligó a más de 11 000 familias a trasladarse de Kandahar a campos de refugiados. Los talibanes también capturaron el distrito de Kandahar (también llamado distrito de Dand), donde se encontraba el aeropuerto de Kandahar. Sin embargo, el aeropuerto permaneció en manos del gobierno, lo que permitió que la Fuerza Aérea Afgana continuara con sus bombardeos contra los rebeldes que avanzaban. Sin embargo, estos ataques aéreos tuvieron poco efecto. En respuesta a los incesantes ataques rebeldes, el gobierno impuso un toque de queda en la ciudad el 16 de julio, al tiempo que envió más comandos para ayudar a la defensa de Kandahar.
A pesar de estos refuerzos, los insurgentes capturaron constantemente más distritos policiales, empujando a los leales al gobierno hacia el centro de la ciudad. La Fuerza Aérea Afgana, asistida por la Fuerza Aérea de los Estados Unidos, continuó bombardeando a los talibanes en vano. Para el 22 de julio de 2021, Kandahar estaba siendo esencialmente asediada por los rebeldes. Todos los distritos circundantes, excepto el distrito de Daman, habían caído bajo el control de los talibanes, y solo el campo aéreo de Kandahar seguía bajo el control total del gobierno. Según el Long War Journal, la posible caída del distrito de Daman ante los insurgentes haría extremadamente difícil para las fuerzas gubernamentales mantener la ciudad de Kandahar. En algún momento a finales de julio, los rebeldes capturaron en Kandahar a Nazar Mohammad, un cómico popular conocido por su oposición a los talibanes. Los insurgentes lo asesinaron.
A principios de agosto de 2021, los sitiadores talibanes se vieron fortalecidos con refuerzos, lo que les permitió aumentar su presión y obligó al gobierno a enviar aún más tropas para aferrarse a Kandahar. Un gran ataque al centro de la ciudad fue repelido por los comandos con asistencia aérea. En consecuencia, los talibanes se centraron en el aeropuerto y lo bombardearon con cohetes para reducir la capacidad de la Fuerza Aérea Afgana para intervenir en los combates. Como la ciudad fue destruida por los combates, el gobierno aconsejó a todos los civiles que evacuaran el 5 de agosto de 2021. Sin embargo, a medida que se desataba la batalla por Kandahar, el gobierno también fue presionado cada vez más en otras partes del país. Los ejércitos talibanes capturaron Herat y Kunduz como parte de su ofensiva en agosto.
El gobierno no suministró adecuadamente a las tropas sitiadas en Kandahar. Los defensores sufrían de falta de armas y municiones, mientras que las tropas desertaron para proteger a sus familias en los distritos rurales recientemente invadidos por los talibanes. Sin embargo, lo más importante fue la falta de alimentos. Durante semanas, los policías locales solo recibieron papas medio podridas; desgastados por los constantes combates y hartos de las catastróficas raciones de alimentos, la moral de una unidad policial se quebró el 11 de agosto. Las defensas de los leales en la prisión de Kandahar luego colapsaron, lo que permitió a los insurgentes liberar a cientos de presos y privar al gobierno de un bastión crucial, e incrementar el número de atacantes cuando reclutaron a los expresos. La caída de la prisión hizo que la defensa continua de la ciudad fuera extremadamente difícil. Los líderes locales también presionaron al gobernador y a los comandantes militares para que aceptaran un ultimátum de los talibanes para que se retiraran. En este punto, las líneas del frente de la ciudad comenzaron a desmoronarse. En consecuencia, los reporteros de The New York Times argumentaron que el fracaso de la defensa de Kandahar finalmente «se redujo a las papas».
A fines del 12 de agosto de 2021, los talibanes habían atravesado la mayoría de las posiciones defensivas, tras lo cual las fuerzas gubernamentales se retiraron en su mayoría al palacio del gobernador. En las siguientes horas, la mayoría de los policías y comandos huyeron de la ciudad, permitiendo que los talibanes ingresaran a Kandahar y solidificaran su gobierno en la región. El palacio del gobernador inicialmente todavía estaba en manos de la Unidad 03 de élite, pero estas tropas se retiraron después de ser llamadas por el gobernador de la ciudad, quien les informó que había aceptado entregar Kandahar a los talibanes. Muchos soldados se rindieron después de que los talibanes prometieran no dañarlos; en consecuencia, a estas tropas se les entregaron documentos para pasar por los puestos de control rebeldes y salir pacíficamente de la ciudad. Por el contrario, según los informes, los rebeldes comenzaron a acorralar a funcionarios públicos en Kandahar.
Sin embargo, los remanentes de la guarnición continuaron aferrándose al aeropuerto de Kandahar después de la caída de la ciudad, incluida la Unidad 03. Al mando del teniente coronel Mohammad Iqbal Nuristani, estas tropas permanecieron sitiadas por los insurgentes. Iqbal pidió al gobierno, a los oficiales militares estadounidenses y a la CIA que ayuden a las tropas sitiadas. Los defensores esperaban ser evacuados por aire. El 14 de agosto llegaron aviones de transporte Lockheed C-130 Hercules para comenzar a rescatar a las tropas restantes en el aeropuerto, mientras los rebeldes continuaban bombardeándolo con morteros. No todos pudieron volar a la vez; Nuristani, en consecuencia, coordinó la evacuación, tomó el primer vuelo a Kabul y luego regresó al aeropuerto de Kandahar para ayudar a los hombres restantes. El 15 de agosto, los soldados sitiados estaban casi sin municiones y sin agua. Ese día, se les informó de la captura de Kabul y el colapso del gobierno afgano. Los talibanes dieron a los defensores del aeropuerto un ultimátum final, indicando que podrían rendirse hasta la medianoche o morir luchando. Las tropas sitiadas también se quedaron sin municiones, pero no se rindieron; fueron rescatados el 16 de agosto por soldados de la Unidad 03 que organizaron personalmente aviones en el aeropuerto de Kabul, defendido por los Estados Unidos, para evacuarlos.

## Secuelas
Con la ciudad de Kandahar asegurada, los talibanes continuaron sus campañas de centrarse en el cambio hacia la captura de capitales provinciales del gobierno afgano como parte de su ofensiva de 2021. Habiendo tomado Afganistán rural, se enfocaron en partes más urbanas, con muchas ciudades ocupadas por ellos.
La victoria de los talibanes había aumentado el número de capitales de provincia bajo su control a 13, y presagiaba el rápido colapso del gobierno afgano y la caída de Kabul.

## Significancia
Kandahar es la segunda ciudad más grande de Afganistán y una de las más estratégicas, como centro clave al sur del país. Se espera que la captura de Kandahar dé a los talibanes un gran impulso moral, ya que el movimiento se fundó en la ciudad durante la guerra civil afgana.